# بين قلبين (فلم)
بين قلبين هو فيلم دراما مصري من إخراج محمد عبد الجواد وبطولة كمال الشناوي، شادية، إسماعيل ياسين، شكري سرحان وقوت القلوب.

## نبذه
تنجح ممرضة في استبدال الرضيع رشاد ابن شقيقتها بالمولودة نادية لكي تحقق لزوج شقيقتها حلمه في أن يرث أموالًا طائلة، وذلك كما نص الجد بأن تؤول ثروته لحفيده، تمر السنوات ويربط الحب بين نادية ورشاد دون أن يعرفا أنهما أشقاء.

## طاقم العمل
- كمال الشناوي بدور حمدي
- شادية بدور عواطف
- إسماعيل ياسين بدور نبيه
- شكري سرحان بدور وهيب
- قوت القلوب بدور جيهان

## وصلات خارجية
- مقالات تستعمل روابط فنية بلا صلة مع ويكي بيانات
- بين قلبين نسخة محفوظة 24 أكتوبر 2022 على موقع واي باك مشين. على كاروهات